# Ellendale (Minnesota)
Ellendale ist eine Kleinstadt (mit dem Status „City“) im Steele County im US-amerikanischen Bundesstaat Minnesota. Das U.S. Census Bureau hat bei der Volkszählung 2020 eine Einwohnerzahl von 676 ermittelt.

## Geografie
Ellendale liegt im Süden Minnesotas auf 43°52′22″ nördlicher Breite und 93°18′05″ westlicher Länge. Der Ort erstreckt sich über eine Fläche von 2,49 km².
Benachbarte Orte von Ellendale sind Hope (12,5 km nördlich), Blooming Prairie (21,2 km östlich), Geneva (8,7 km südöstlich), Clarks Grove (13,7 km südlich), Hartland (22,1 km südwestlich) und New Richland (15,4 km westlich).
Die nächstgelegenen größeren Städte sind Minneapolis (131 km nördlich), Minnesotas Hauptstadt Saint Paul (137 km in der gleichen Richtung), Rochester (83,8 km ostnordöstlich), Cedar Rapids in Iowa (302 km südöstlich), Iowas Hauptstadt Des Moines (266 km südlich), Omaha in Nebraska (482 km südwestlich), Sioux Falls in South Dakota (307 km westlich) und Fargo in North Dakota (506 km nordwestlich).

## Verkehr
Entlang des östlichen Ortsrandes von Ellendale verläuft die Interstate 35, die hier die kürzeste Verbindung von den Twin Cities nach Des Moines bildet. Die Minnesota State Route 30 verläuft in West-Ost-Richtung als Hauptstraße durch das Stadtgebiet von Ellendale. Alle weiteren Straßen sind untergeordnete Landstraßen, teils unbefestigte Fahrwege sowie innerörtliche Verbindungsstraßen.
Eine Eisenbahnstrecke der Union Pacific Railroad verläuft in Nord-Süd-Richtung durch das Zentrum von Ellendale.
Der nächste größere Flughafen ist der Minneapolis-Saint Paul International Airport (128 km nördlich).

## Geschichte
Im Jahr 1900 erreichte eine Strecke der damaligen Burlington, Cedar Rapids and Northern Railway die Gegend um den heutigen Ort. Die Eisenbahngesellschaft kauft Land von einem hiesigen Farmer für die Anlage einer neuen Stadt. Der neu gegründete Ort erhielt den Namen Ellendale nach Ellen Dale Ives, der Ehefrau des Präsidenten der Eisenbahngesellschaft.
Im Jahr 1901 wurde der neu gegründete Ort als selbstständige Kommune inkorporiert. Zu dieser Zeit hatte der Ort etwa 200 Einwohner, eine Poststation, mehrere Mietställe, einen Fleischmarkt, zwei Getreideheber, ein Holzlager und weitere Betriebe. Ein Schlachthof wurde südlich des Bahnhofs errichtet.
1910 hatte Ellendale bereits rund 400 Einwohner. Ein zweistöckiges Schulgebäude aus Backsteinen wurde im gleichen Jahr errichtet. 1922 wurde der Bau erweitert, nachdem mehrere umliegende Schulen zu einem Zentrum zusammengeschlossen worden waren.

## Demografische Daten
Nach der Volkszählung im Jahr 2010 lebten in Ellendale 691 Menschen in 296 Haushalten. Die Bevölkerungsdichte betrug 277,5 Einwohner pro Quadratkilometer. In den 296 Haushalten lebten statistisch je 2,33 Personen.
Ethnisch betrachtet setzte sich die Bevölkerung zusammen aus 98,6 Prozent Weißen, 0,3 Prozent amerikanischen Ureinwohnern, 0,1 Prozent Asiaten sowie 0,9 Prozent aus anderen ethnischen Gruppen; 0,1 Prozent stammten von zwei oder mehr Ethnien ab. Unabhängig von der ethnischen Zugehörigkeit waren 2,5 Prozent der Bevölkerung spanischer oder lateinamerikanischer Abstammung.
24,5 Prozent der Bevölkerung waren unter 18 Jahre alt, 59,1 Prozent waren zwischen 18 und 64 und 16,4 Prozent waren 65 Jahre oder älter. 49,8 Prozent der Bevölkerung war weiblich.

Das mittlere jährliche Einkommen eines Haushalts lag bei 73.125 USD. Das Pro-Kopf-Einkommen betrug 24.398 USD. 3,6 Prozent der Einwohner lebten unterhalb der Armutsgrenze.